# Nigel Adams
Nigel Adams (né le 30 novembre 1966) est un homme politique britannique, député pour Selby and Ainsty dans le Yorkshire du Nord de 2010 à 2023, quand il annonce sa démission.
Membre du Parti conservateur, il est whip adjoint du gouvernement du 15 juin 2017 au 8 janvier 2018 et de nouveau du 5 novembre 2018 au 3 avril 2019. Il est ensuite lord commissaire du Trésor entre le 8 janvier et le 5 novembre 2018, à la suite d'un remaniement ministériel. De 2019 à 2020, il est ministre d’État aux Sports, aux Médias et aux Industries Créatives dans le Gouvernement Boris Johnson.
De 2020 à 2021, il est ministre d'État à l'Asie.

## Jeunesse
Né à Goole et élevé à Selby, il est le fils d'un gardien d'école et d'une femme de ménage. Adams fréquente l'école primaire de Camblesforth (1974-1978) puis la Selby Grammar School (plus tard Selby High School) en 1978. Adams quitte l'école en 1984, à 17 ans et ne fréquente pas l'Université.

## Carrière professionnelle
Ayant quitté l'école avec peu de diplômes, Adams commence sa carrière comme vendeur dans l'industrie de la publicité et, plus tard, dans le secteur des télécommunications. Il démarre sa première entreprise en 1993, Advanced Digital Telecom Limited, à l'âge de 26 ans avec une subvention de 20 £ par semaine via l'Enterprise Allowance Scheme lancé par le gouvernement de John Major. La société grandit avec succès jusqu'à son acquisition par JWE Telecom PLC, basée à York. En 2006, Adams acquiert NGC Networks Limited, un fournisseur d'équipements et de services de télécommunications, dont il continue d'être actionnaire.

## Carrière politique
Adams rejoint le Parti conservateur (Royaume-Uni) en 1992.
Il se présente le siège marginal de Rossendale et Darwen aux élections générales de 2005, arrivant en deuxième position avec un faible écart par rapport à la moyenne nationale des conservateurs. Adams est ensuite sélectionné comme candidat du Parti conservateur au siège nouvellement créé de Selby et Ainsty en 2006. Quatre ans plus tard, lors des élections générales de 2010, Adams est élu avec une majorité de 23,71%.
Après son élection au Parlement, Adams a été nommé Secrétaire parlementaire privé du leader de la Chambre des lords et du Chancelier du duché de Lancastre, Thomas Galbraith, puis de son successeur, Jonathan Hill jusqu'à sa démission en août 2014. En septembre 2014, Adams est nommé au conseil politique chargé des affaires économiques.
Il est réélu député de Selby et Ainsty lors des élections générales de 2015 avec 27 725 voix, une majorité de 13 557 voix et 52,5% du total des suffrages exprimés. Il est réélu lors de l'élection anticipée du 8 juin 2017 avec 32 921 voix et une majorité et une part de voix accrues de 13772 et 58,7% respectivement.
Il est nommé sous-secrétaire d'État parlementaire aux Communautés et aux Gouvernements locaux en mai 2018. À la suite du remaniement gouvernemental en janvier 2018, Adams est promu Lords du Trésor au sein du bureau des whips du gouvernement, un poste qu'il assume parallèlement à ses fonctions ministérielles. Adams est nommé pour la première fois au gouvernement après sa réélection en juin 2017 où il devient whip adjoint du gouvernement. Ses responsabilités ministérielles comprennent le Département de l'environnement, de l'alimentation et des affaires rurales (DEFRA) et le Bureau pour l'Irlande du Nord (NIO). Il est ministre d’État aux Sports, aux Médias et aux Industries créatives le 24 juillet 2019, dans le Gouvernement Boris Johnson. De 2020 à 2021, il est Ministre d'État à l'Asie.
En 2016, Adams est l'une des figures clés de la candidature à la direction du Parti conservateur infructueuse de Boris Johnson et reste toujours un allié proche. Adams est apparu dans le docudrame de la BBC 2017 Theresa vs Boris, How May est devenu PM

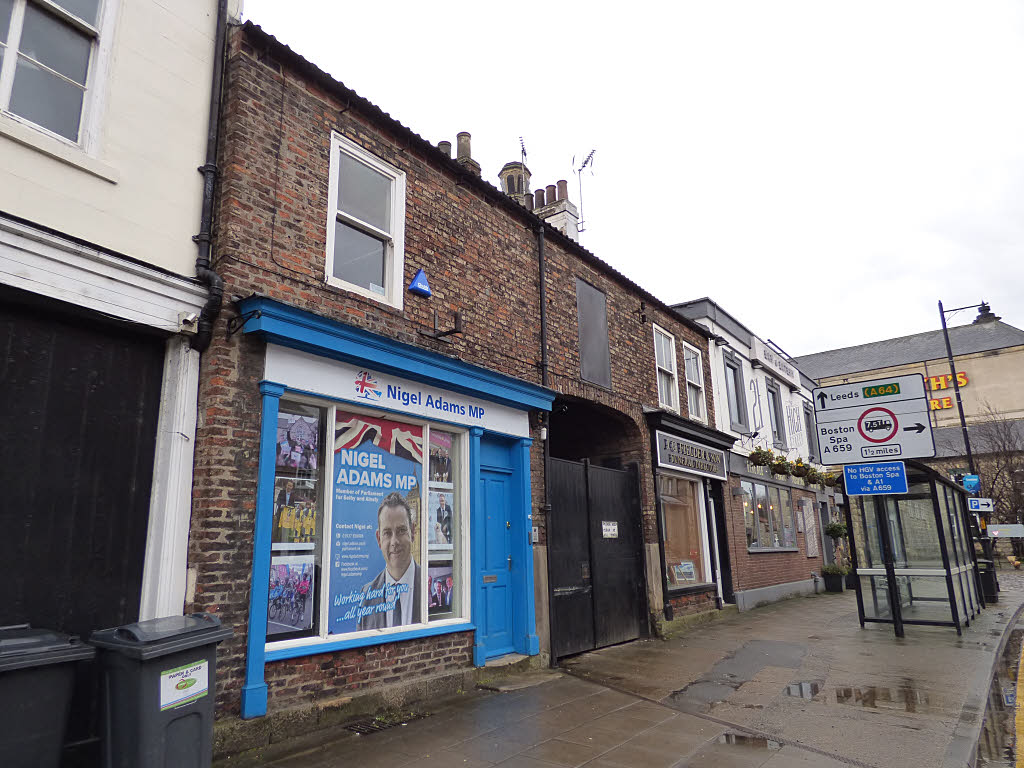
Le bureau de circonscription d'Adams à Tadcaster ; la deuxième plus grande ville de sa circonscription

Jusqu'en juin 2017, Adams est président du Groupe parlementaire multipartite sur la biomasse et en 2013, il écrit un article décrivant les avantages de la biomasse. Il considère la production éolienne et solaire comme des méthodes d'énergie renouvelable relativement coûteuses et rigides. Bien que le charbon soit fiable et disponible, il n'est pas renouvelable et convertit le carbone inactif stocké sous terre en dioxyde de carbone, augmentant ainsi le niveau de CO2. Les centrales de Drax et Eggborough sont les principaux producteurs d'électricité du Royaume-Uni dans sa circonscription. Les deux centrales sont capables de brûler de la biomasse. En janvier 2015, Adams a présenté au Parlement le projet de loi sur les subventions à l'énergie éolienne terrestre (abolition), qui est passé à l'étape suivante après un vote serré. Le gouvernement conservateur a annoncé la fin des nouvelles subventions éoliennes terrestres le 1er avril 2016. Il a cependant été critiqué pour avoir accepté plus de 50 000 £ de dons politiques et d'hospitalité d'entreprises du secteur de la biomasse.
Jusqu'en juin 2017, Adams est président du All Party Group for Music et, en novembre 2015, il lancé plusieurs débats parlementaires sur les difficultés rencontrées par les musiciens britanniques pour obtenir des visas pour une tournée aux États-Unis. Le groupe a en outre organisé une session sur le rapport sur l' état de l'accès visant à améliorer l'accès à la musique live pour les personnes sourdes et handicapées. Adams a fait campagne pour changer la loi sur la billetterie secondaire et il a réussi à persuader le gouvernement d'interdire l'utilisation de bots dans le but d'acheter des billets pour la revente. Il a également réussi à faire pression pour interdire l'utilisation de fusées éclairantes et de feux d'artifice lors d'événements musicaux et de festivals. Il a été secrétaire du Groupe parlementaire multipartite sur le patrimoine industriel.
Adams est en faveur du Brexit avant le référendum de 2016.
En mars 2017, Adams est chargé de présenter des excuses à la Chambre des communes après que le comité des normes de la Chambre des communes a statué qu'il avait enfreint le code de conduite des députés en omettant de déclarer son intérêt pour une entreprise de télécommunications alors qu'il participait à des enquêtes parlementaires concernant cette industrie.
Le 10 juin 2023, Adams annonce soudain qu'il démissionne « immédiatement » de son mandat parlementaire. Il est le troisième député de faire cette annonce à la suite de Nadine Dorries et Boris Johnson la veille.

## Vie privée
Adams est marié à Claire Robson qui travaille à temps partiel en tant que chef de bureau avec un salaire d'un peu moins de 20 000 £,. Le couple a quatre enfants et vit dans le Yorkshire.
Sportif passionné, il joue au cricket de compétition dans la York Senior League et est un ancien membre du comité des membres du Yorkshire Cricket Club. Adams est actuellement secrétaire du Lords and Commons Cricket Club et, tout en devenant capitaine contre le MCC en juin 2013 au Lord's Cricket Ground, il a marqué son meilleur résultat en 125 manches.
Il est parrain de l'association caritative Selby Hands of Hope . Il fait partie du comité Yorkshire des Lord's Taverners. Il a été gouverneur de deux de ses anciennes écoles, Camblesforth Primary School (2002-2004) et Selby High School (2007-2011).